# Calycophorae
Sous-ordre
Le sous-ordre Calycophorae, est un des trois sous-ordres des siphonophores.

## Liste des familles
Selon World Register of Marine Species (11 avril 2016), le sous-ordre Calycophorae comprend les familles suivantes :
- famille Abylidae L. Agassiz, 1862
- famille Clausophyidae Totton, 1965
- famille Diphyidae Quoy & Gaimard, 1827
- famille Hippopodiidae Kölliker, 1853
- famille Prayidae Kölliker, 1853
- famille Sphaeronectidae Huxley, 1859